# Mantellisaurus

Mantellisaurus var en växtätande dinosaurie, som levde under Krita perioden i Europa, för cirka 130 miljoner år sedan. Denna Iguanodont kunde bli upp till 4 meter. Arten uppfördes av Gregory Paul år 2007. Enligt Paul så var Mantellisaurus mer lätt byggd än Iguanodon och att den istället var närmare släkt med Ouranosaurus. Den fick sitt namn år 1879 (Vectisaurus), och troddes då tillhöra en tidigare okänd art av dinosaurier. Gregory S. Paul klassificerade dinosaurien till en egen art 2007 (Mantellisaurus). Men dagens forskare tror att den helt enkelt är en mycket ung Iguanodon. Heterosaurus, Sphenospondylus, och Vectisaurus kanske är synonymer av Mantellisaurus, eftersom Paul inte förklarade hur orden samspelade. 

## Fossil
I takt med att nya dinosauriefossil upptäcks varje år och ger ny kunskap, undersöks äldre fossiler på nytt. Ibland upptäcker man då att dinosaurier som klassificerats som om de tillhörde olika arter i själva verket visar sig vara av samma art, och alltså inte längre bör betraktas som någon separat djurart. Ett exempel på detta finner man i Mantellisaurus, en iguanodont hittad i södra England. 

### Webbkällor
Den här artikeln är helt eller delvis baserad på material från engelskspråkiga Wikipedia, Mantellisaurus, 9 juni 2012.